# نواده (یمن)
 نواده  روستایی است در عزلهٔ (عزلة المنار)، در ناحیهٔ (بعدان) ن از توابع استان مَحویت در کشور یمن در شبه جزیره عربستان است. 
جمعیت آن ۲۹۹ نفر (۱۵ خانوار) می‌باشد.